# Гъши лебед
Гъшият лебед (Coscoroba coscoroba), също коскороба, е вид птица от семейство Патицови (Anatidae), единствен представител на род Coscoroba.

## Разпространение и местообитание
Разпространен е в Аржентина, Бразилия, Парагвай, Уругвай, Фолкландски острови и Чили.